# 江比間町
江比間町（えひまちょう）は、愛知県田原市の地名。43の小字が設置されている。

## 地理
旧渥美町東部に位置する。東は宇津江町、西は伊川津町・馬伏町、北は三河湾に接する。

### 字一覧
字名は以下の通りである。
| - 一ノ谷（いちのたに） - 岩砂利（いわじゃり） - 上ノ山（うえのやま） - 太田（おおた） - 鬼ケ柴（おにがしば） - 神成松（かみなりまつ） - 川向（かわむこう） - 下り番場（くだりばんば） - 五字郷中（ごあざごうちゅう） - 郷中（ごうちゅう） - 坂上（さかうえ） - 三字郷中（さんあざごうちゅう） - 三ノ谷（さんのたに） - 下ノ道（しものみち） - 女郎川（じょろうがわ） | - 新太田（しんおおた） - 新田（しんでん） - 惣浦（そううら） - 壇江（だんえ） - 壇土（だんど） - 寺田（てらだ） - 寺ノ前（てらのまえ） - 鳶ケ岩（とびがいわ） - 中新古（なかあらこ） - 中々新古（なかなかあらこ） - 二字郷中（にあざごうちゅう） - 西砂畑（にしすなはた） - 西中新古（にしなかあらこ） - 西原（にしはら） | - 西前田（にしまえだ） - 西向新古（にしむかいあらこ） - 二ノ谷（にのたに） - 林尻（はやじり） - 番場（ばんば） - 東坂ノ上（ひがしさかのうえ） - 東中新古（ひがしなかあらこ） - 東原（ひがしはら） - 東深沢（ひがしふかさわ） - 東山（ひがしやま） - 法附沢（ほうつきざわ） - 前田（まえだ） - 向新古（むかいあらこ） - 向山（むかいやま） |

## 歴史

### 地名の由来
『三河州地理図鑑』において「酔馬」（ゑひま）の表記があり、これは松尾芭蕉が貞享4年に当地を訪れた際に詠んだ「雪や砂馬より落そ酒の酔」の句にちなむとされる。

### 沿革
- 江戸時代 - 三河国渥美郡の幕府領として所在[7]。
- 天和元年 - 志摩国鳥羽藩領となる[7]。
- 享保11年 - 再び幕府領となる[7]。
- 安永元年 - 遠江国相良藩領となる[7]。
- 天明2年 - 上総国大多喜藩領となる[7]。
- 天明5年 - 旗本諏訪氏の知行地となる[7]。
- 1889年（明治22年） - 合併に伴い、泉村大字江比間となる[7]。
- 1955年（昭和30年） - 合併に伴い、渥美町大字江比間となる[7]。
- 2005年（平成17年）10月1日 - 合併に伴い、田原市江比間町となる[7]。

## 世帯数と人口
2015年（平成27年）10月1日現在の世帯数と人口は以下の通りである。
| 町丁     | 世帯数  | 人口    |
| -------- | ------- | ------- |
| 江比間町 | 384世帯 | 1,163人 |

### 人口の変遷
国勢調査による人口の推移
| 2005年（平成17年） | 1,368人 | [ 8 ] |  |
| 2010年（平成22年） | 1,285人 | [ 9 ] |  |
| 2015年（平成27年） | 1,163人 | [ 2 ] |  |

## 学区
市立小・中学校に通う場合、学区は以下の通りとなる。また、公立高等学校に通う場合の学区は以下の通りとなる。
| 番・番地等 | 小学校           | 中学校               | 高等学校 |
| ---------- | ---------------- | -------------------- | -------- |
| 全域       | 田原市立泉小学校 | 田原市立赤羽根中学校 | 三河学区 |

## 交通
- 国道259号（田原街道）[5]

## 施設

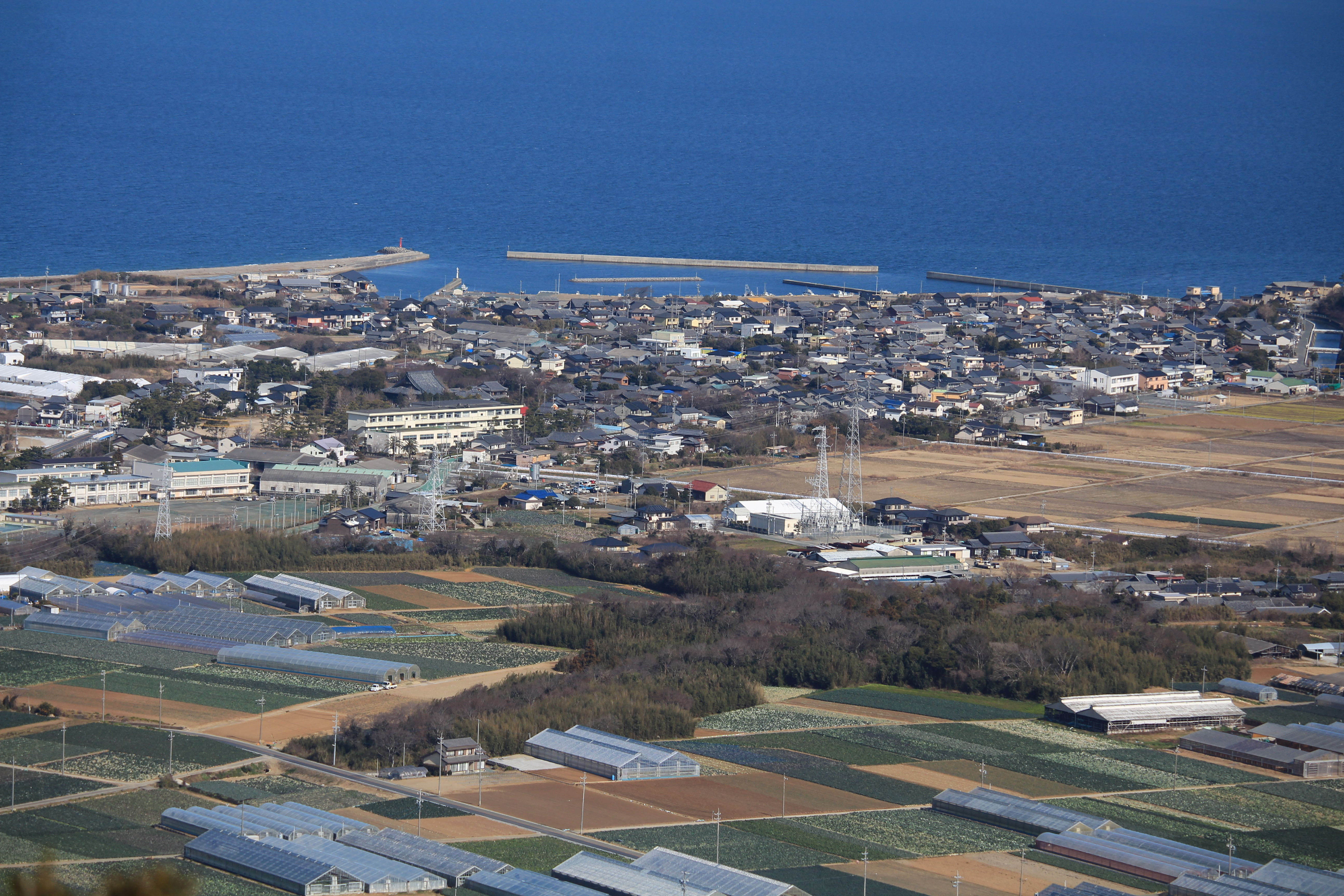
泉港

- 泉港[5]
- 田原市立泉小学校[5]
- 海水浴場[5]
- 住吉神社[5]
- 曹洞宗成道寺[5]
- 真宗大谷派南岑寺[5]
- 江比間野外活動センター（2025年3月31日閉館）[12]

## その他

### 日本郵便
- 郵便番号 : 441-3605[3]（集配局：渥美郵便局[13]）。